# Aphria latifrons
Aphria latifrons är en tvåvingeart som beskrevs av Herting 1984. Aphria latifrons ingår i släktet Aphria och familjen parasitflugor. Inga underarter finns listade i Catalogue of Life.